# نظام خطي مستقل زمنيا
الخطية والاستقلال الزمني لنظام ما (بالإنجليزية: linear time-invariant system)‏ هما من المزايا التي يتم بها وصف الأنظمة، فالمنظومة تتصف بأنها نظام خطي مستقل زمنيا إذا كان أداءها يتميّز بالخطية و إن كانت تحافظ في أدائها على نفس المخرج كاستجابة على نفس الإثارة، وذلك بغض النّظر عن الإزاحة الزمنية. هذا الاستقلال عن الإزاحة الزمنية يجعل من النظام منظومة رصينة.
يتعين معنى هذا النوع من الأنظمة في أن معادلاتها قابلة للتحويل بسهولة، مما يجعل تحليل النظام ممكناُ بسلاسة. تتمتع العديد من الأنظمة التقنية كأنظمة التحكم والرسائل و المعلومات بهذه الميزة ولو بتقريب جيّد. كمثال على المنظومة الخطية نظام الارسال. تسمح العديد من الأنظمة الخطية بوصفها من خلال معادلات تفاضيلة ذات معاملات ثابتة.
فهو نظرية في مجال الهندسة الكهربية، وخاصة في دوائر معالجة الإشارة ونظرية التحكم، التي تتحرى إجابة النظام الخطى المستقل زمنيا على إشارة المساهمةِ الاعتباطيةِ. و إن الزمن هو المتغير القياسي المستقل، ومن الممكن بسهولة ان يكون هو الفضاء أو بعض الاحداثيات الأخرى.